# Sjusovaren
Sjusovaren (originaltitel Sleeper) är en amerikansk science fiction-komedifilm från 1973 regisserad och skriven av Woody Allen. I roller finns bland andra Woody Allen, Diane Keaton och John Beck.

## Handling
Miles Monroe (spelad av Allen) vaknar upp i framtiden efter att av misstag varit nedfryst i hundratals år (han la egentligen in sig på sjukhus för ett magsår). Monroe har tinats upp av en motståndsgrupp som vill störta framtidsvärldens diktator. Eftersom han inte har någon biometrisk identitet registrerad av övervakningssamhället som alla andra människor är han "osynlig" och kan komma in på platser som motståndsrörelsen inte kan. 
Monroes upptinare arresteras dock snart och han tvingas fly och hamnar hos den något korkade poeten Luna Schlosser (spelad av Diane Keaton). Tillsammans lyckas de ta sig fram till diktatorn av vilken bara näsan finns kvar efter en bombattack. Näsan är tänkt att användas till att klona ledaren och därmed återupprätta hans välde men paret lyckas ta näsan och slänga den under en ångvält.

## Om filmen
Manuset är löst baserat på H.G. Wells roman När den sovande vaknar som dock inte är en humoristisk bok.

## Rollista
- Woody Allen - Miles Monroe
- Diane Keaton - Luna Schlosser
- Don Keefer - Doktor Tryon
- Mary Gregory - Doktor Melik
- John Beck - Erno Windt